# Eciton burchellii
Eciton burchellii là một loài kiến quân đội Tân Thế giới thuộc chi Eciton. Đây là một trong những loài kiến được nghiên cứu sâu nhất. Chúng sống thành bầy lớn nặng tính quy củ. Chúng thể hiện đặc điểm dị hình: kiến lính có đầu và hàm to hơn hẳn. Bầy kiến sống kiểu "doanh trại", thường xuyên di chuyển tìm nơi cắt xén cây cỏ. Chúng luân phiên thay đổi giữa cách sống di cư và định cư. Bầy kiến được duy trì nhờ pheromone, có thể dài hơn 200 mét (660 ft), gồm trên 200.000 con kiến. Về phân bố địa lý, loài kiến này sống ở rừng mưa Amazon và Trung Mỹ.